# Божик Пантелеймон
Пантелеймон Божик (7 квітня 1879 , Онут, Заставнівський повіт, Герцогство Буковина, Австро-Угорщина  — 20 листопада 1944 , Вінніпег, Манітоба, Канада ) — українсько-канадський письменник, публіцист, церковний і громадський діяч, православний, а від 1924 року — греко-католицький священик.

## Життєпис
Народився 7 квітня 1879 року в селянській родині в с. Онут, тепер Заставнівський район, Чернівецька область, Україна.
Навчався в школі у рідному селі, середню освіту здобув в Чернівецькій гімназії.
Емігрував до Канади у 1900 році і тут працював у православній місії в Західній Канаді.
У 1908—1911 роках навчався у Російській православній семінарії в Міннеаполісі. 25 грудня 1911 року рукоположений на православного священика, душпастир у Російській Православної Церкві в Алберті, потім в української парафії св. Михаїла у Вінніпезі. З 1911 року редагував в Мондері місячник «Православний русин», організував українську школу.
З 1924 р. — греко-католицький священик. Обслугував парафію у Форт Віліям (Онтаріо). Парох церкви Пресвятої Євхаристії в Іст Кілдонан (Вінніпег), парохував також на Пойнт Доґлес (Вінніпег). Автор численних праць на культурно-освітні, церковні та історичні теми. Редагував часопис «Буковина» (1920—1921), видавав часописи «Церковне життя» й «Бюлетень».
Жив за адресою 73 Дізраелі, Пойнт Доґлес, Вінніпег.
Помер від серцевого нападу 20 листопада 1944 року в місті Вінніпег, Манітоба, Канада.

## Твори
- Підстава християнської віри (1909).
- Оборона віри (1909).
- Правда і обман (1917).
- Церков українців у Канаді. Вінніпег: Канадійський українець, 1927.
- Історія Української Еміграції в Канаді за час 1890 до 1930 року. Вінніпег, 1930.
- Хто наш провідник. Вінніпег: накладом округа Канадійської січової організації, 1934.
- Канадійська муза (сб. віршів). Йорктон, 1936.
- Коротка історія України: для всіх. Йорктон: Братство українців католиків Канади, 1945.
- Християнство на Україні. Йорктон: вид-во Місійного Товариства св. Йосафата, 1945.
- Чому я навернувся. Торонто: вид-во й друкарня ОО. Василіян, 1945.